# Trnávka
|  | Per a altres significats, vegeu «Trnávka (Košice)». |

Trnávka és un poble i municipi d'Eslovàquia a la regió de Trnava. La primera menció escrita de la vila es remunta al 1275.

## Demografia
| Godina             | 1994 | 2004   | 2014    | 2024    |
| ------------------ | ---- | ------ | ------- | ------- |
| Nombre de persones | 404  | 431    | 490     | 570     |
| Diferència         |      | +6,68% | +13,68% | +16,32% |

| Godina             | 2023 | 2024   |
| ------------------ | ---- | ------ |
| Nombre de persones | 548  | 570    |
| Diferència         |      | +4,01% |